# Жради, Бассель
Бассель Закария Жради (араб. باسل زكريا جرادي‎, дат. Bassel Zakaria Jradi; род. 6 июля 1993, Копенгаген) — датский и ливанский футболист, полузащитник тайского клуба «Бангкок Юнайтед» и национальной сборной Ливана.

## Карьера
Воспитанник ФК «Б-93». Там же начал свою взрослую карьеру в 2011 году. Позже играл за датские «АБ Гладсаксе» и «Норшелланн». В 2014 году уехал в Норвегию и стал игроком «Стрёмсгодсета». Спустя два на правах аренды стал выступать за «Лиллестрём».
В августе 2018 года подписал контракт с хорватским «Хайдуком».

## Международная карьера
Выступал за молодёжные сборные Дании, однако позже выбрал Ливан. В 2019 году попал в заявку на кубок Азии.